# الدوري الشمالي لكرة القدم 1895–96
الدوري الشمالي لكرة القدم 1895–96 (بالإنجليزية: 1895–96 Northern Football League)‏ هو موسم من الدوري الشمالي لكرة القدم ‏. فاز فيه نادي دارلينغتون لكرة القدم.